# Castilleja chlorotica
Castilleja chlorotica är en snyltrotsväxtart som beskrevs av Charles Vancouver Piper. Castilleja chlorotica ingår i släktet målarborstar, och familjen snyltrotsväxter. Inga underarter finns listade i Catalogue of Life.